# Adetomyrma
Adetomyrma – rodzaj mrówek należący do podrodziny Amblyoponinae, sklasyfikowany przez Philipa Warda w roku 1996.

## Gatunki
Rodzaj obejmuje jeden gatunek:
- Adetomyrma venatrix (Ward, 1994)